# Semaeopus permanata
Semaeopus permanata är en fjärilsart som beskrevs av Louis Beethoven Prout 1936. Semaeopus permanata ingår i släktet Semaeopus och familjen mätare. Inga underarter finns listade i Catalogue of Life.